# Антильский ворон
Антильский ворон (лат.  Corvus leucognaphalus) — вид птиц из семейства врановых.

## Описание
Антильский ворон — самый крупный среди четырёх видов ворон Карибского бассейна, достигает длины 42—46 см. Половой диморфизм не выражен.
Общая окраска — чёрная с голубовато-фиолетовым блеском (в условиях хорошего освещения). Чёрный клюв длинный и низко посаженный, со спокойным изгибом вниз оптически придаёт длину голове. Щетинистые перья у клюва не закрывают ноздрей, что отличает ворона от большинства видов. За глазами находится оголённый участок кожи темно-серого цвета, основание нижней челюсти также имеет голые участки кожи того же цвета. Радужка отличительно красного оттенка охры. Испод крыльев, подхвостье и низ кроющих перьев хвоста пепельно-серого цвета. Ноги и стопы чёрные.
Два соседних вида, кубинский ворон (Corvus nasicus) и ямайский ворон (Corvus jamaicensis), по всей видимости, очень тесно связаны с антильским вороном несколькими ключевыми морфологическими особенности. Четвёртый вид, пальмовый ворон (Corvus palmarum), несмотря на относительно позднее появление в этом ареале (с точки зрения эволюции) родственен рыбному ворону (С. ossifragus) из Северной Америки и двум мексиканским видам.

## Среда обитания
Антильский ворон обитает как в низменностях, так и в горных леса и, в отличие от кубинского ворона, не появляется в областях, подготовленных для сельского хозяйства. Нередко он летит высоко над пологом леса, паря на тепловых потоках воздуха, что не похоже на его родственника пальмового ворона, которые вообще редко парят.
Обычно вороны встречаются парами, чаще на фруктовых деревьях.

## Распространение
Эта крупная лесная птица находится главным образом на большом острове Гаити, включая Доминиканскую республику и республику Гаити. Также этот вид был обнаружен на Пуэрто-Рико, но в настоящее время считается вымершим на этом острове с начала XX века в связи со значительной вырубкой лесов и охотой.
Населяет национальные парки:
- Лос Аитисес[англ.]
- Харагуа[англ.]
- Сьерра-де-Баоруко[исп.]

## Питание
Антильский ворон — всеяден, но, в отличие от других врановых, питается преимущественно фруктами, ягодами и семенами. Однако, при доступности и изобилии пищи может питаться беспозвоночными и их личинками, яйцами и птенцами, мелкими позвоночными (лягушки).

## Гнездование
Гнезда всегда располагаются одиночно высоко на деревьях.

## Голос
Голос антильского ворона весьма примечателен и состоит из последовательных булькающих или скрежещущих звуков смешанных с мелодичными и раздражающе резкими нотами, которые похожи на звуки, издаваемые обыкновенным вороном.